# Coliseo Ariake

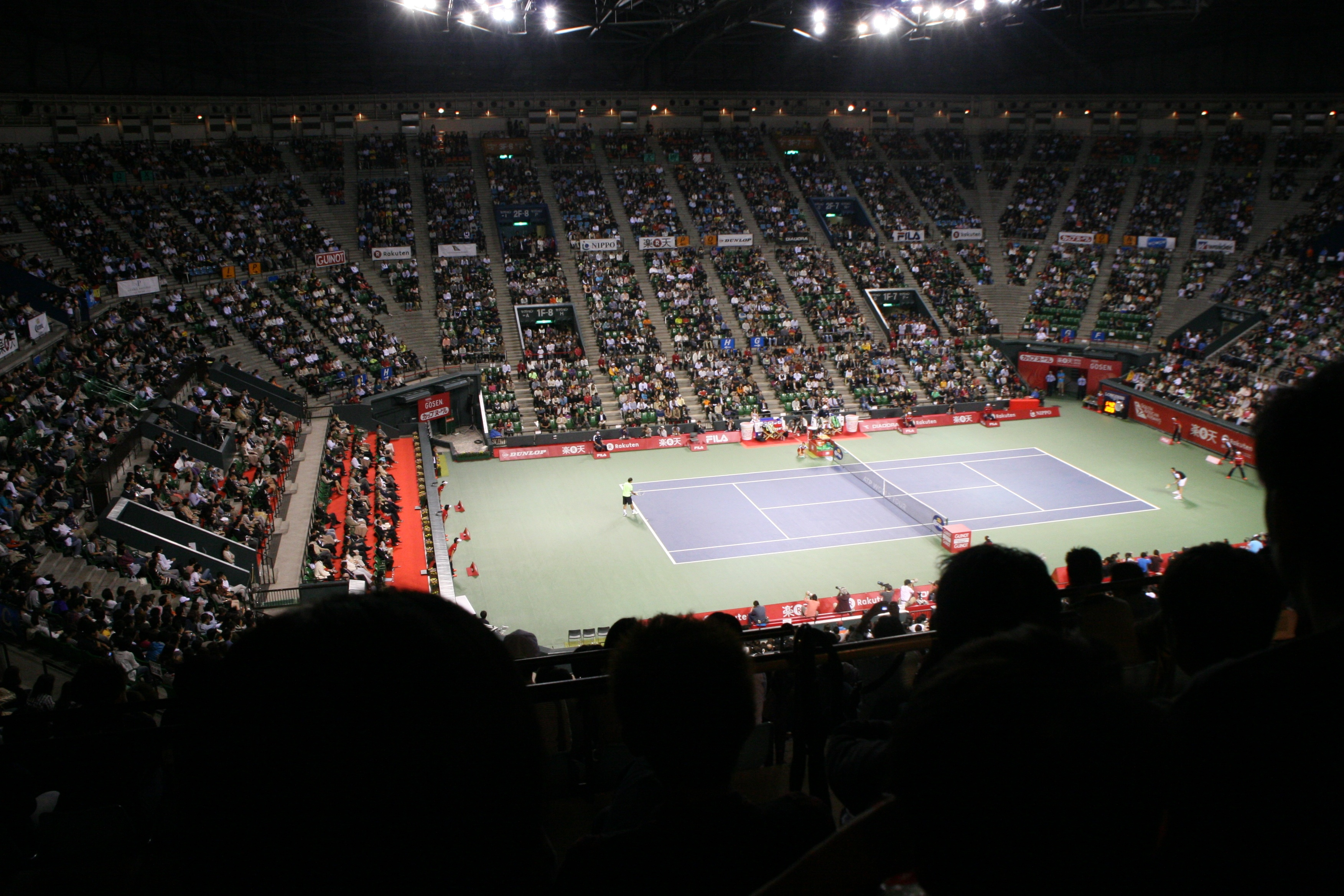

El Ariake Coliseum (有明コロシアム Ariake Koroshiamu?) es un estadio cubierto ubicado en la isla artificial de Ariake del barrio de Kōtō en la ciudad de Tokio, Japón. El recinto tiene capacidad para 10 000 espectadores y es uno de los pocos estadios con techo retráctil donde se practica el tenis. 
El recinto es utilizado principalmente para la práctica del tenis y del voleibol albergando torneos como el Torneo de Tokio, el Grand Prix de Voleibol, la Liga Mundial de Voleibol o el Premier de Tokio entre otros, también fue la sede del desaparecido equipo de baloncesto Tokyo Apache y sede del evento de artes marciales mixtas DREAM Japan GP Final.
El 20 de enero de 2013 se celebró el All Star de la liga japonesa de baloncesto, la Bj league.
- Datos: Q3299452
- Multimedia: Ariake Coliseum / Q3299452